# Aubère
Alezan rouan
Vous lisez un « bon article » labellisé en 2022.
Pour les articles ayant des titres homophones, voir Auber, Aubert et Haubert.
Cet article possède un paronyme, voir Ober.
Robe du cheval
Aubère , alezan granité ou alezan rouan est une couleur rare de la robe du cheval, consistant en un mélange de poils marron-roux et de poils blancs dans des proportions variables, stable à long terme, la tête et le bas des membres restant plus foncés que le reste du corps. En raison de la grande variété des teintes possibles et de ses variations saisonnières, cette robe du cheval a donné naissance à une terminologie foisonnante et poétique, souvent inspirée du champ lexical de la botanique, en français comme en anglais. 
Avant la possibilité d'une reconnaissance génétique, la robe aubère est décrite sur la base du seul phénotype des chevaux concernés. Son fonctionnement génétique est supposé dès les années 1910, avec la mise en évidence d'un facteur Rouan. Génétiquement, cette couleur de robe résulte d'une épistasie, l'action d'au moins une copie d'allèle du gène Rouan (Rn) sur une robe de base alezane. La mutation responsable de toutes les robes rouan, identifiée en 1999, est localisée sur le gène KIT. 
Cette couleur de robe est citée chez deux chevaux importés vers le continent américain par Hernán Cortés, ainsi que dans diverses œuvres et des chants traditionnels. Elle peut survenir chez toutes les races de chevaux susceptibles d'exprimer le Rouan sur une robe de base alezane, telles que le Dartmoor, le Breton, le Trait belge, le Quarter Horse et le Criollo.

## Dénominations

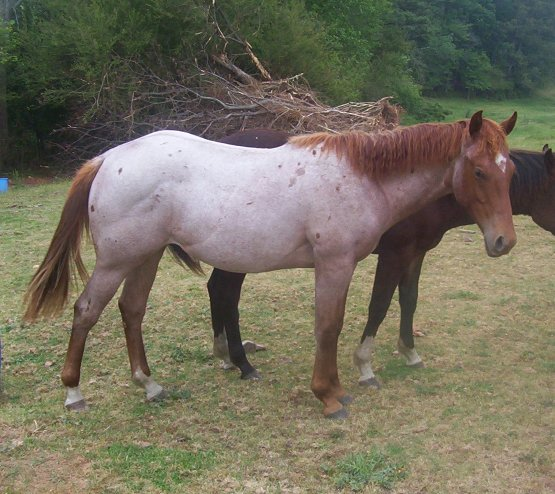
Cheval de robe aubère, vu de profil.

Le Centre national de ressources textuelles et lexicales (CNRTL) donne pour définition d'« aubère » « [en parlant d'un cheval] : Dont la robe est constituée de poils blancs et alezans mélangés ». Ce terme est attesté dans l'Indiculus Universalis de François-Antoine Pomey, sous la plume de Georges Guillet de Saint-George en 1678,, dans le Dictionnaire étymologique de Gilles Ménage en 1694,, et dans la plupart des dictionnaires généralistes des XIXe et XXe siècles. Félix Lecoq et Edmond Lavalard signalent l'existence de la graphie fautive « aubert » durant la seconde moitié du XIXe siècle,. 

### Étymologie

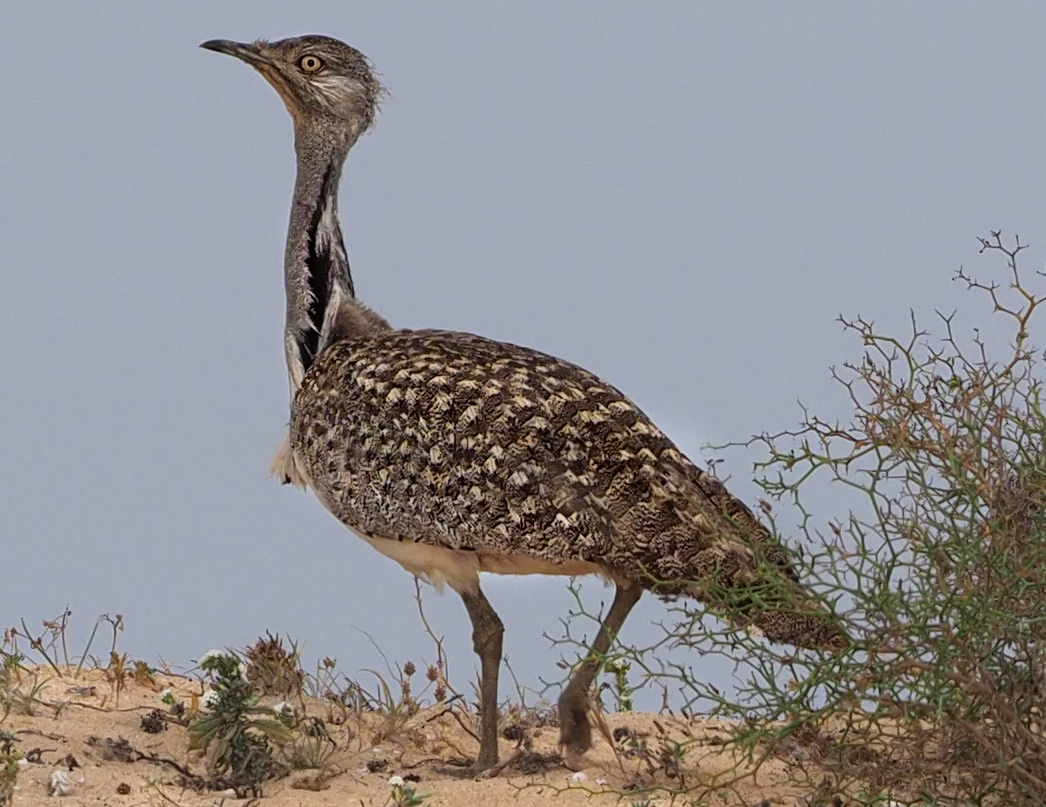
Une Outarde houbara (Chlamydotis undulata), dont le nom en arabe, hobara, inspire le lexicographe Louis Marcel Devic pour l'origine du mot français aubère, une étymologie depuis infirmée car invraisemblable.

Le CNRTL retrace l'origine de ce terme au nom propre espagnol Hobere, issu de hobero (« de couleur pâle, tacheté, en parlant du cheval ») attesté dans le Dictionarium ex hispaniensi in latinum sermonem de 1495 graphie ancienne du nom commun espagnol overo. La lexicologue Annie Mollard-Desfour cite ce mot dans le cadre de circulations du vocabulaire de la couleur entre diverses langues européennes ; « aubère » proviendrait soit d’un dérivé du latin vulgaire falvus (« fauve »), du germanique falwa, ou du croisement entre les mots latins falvus et varius (« tacheté »).
Pour la plupart des auteurs français historiques, dont le grammairien Gilles Ménage, et le lexicographe Émile Littré, le terme « aubère » proviendrait du mot latin albus, signifiant « blanc »,. Cependant, le lexicographe arabisant Louis Marcel Devic conteste l'étymologie proposée par Littré, ce mot provenant selon lui du nom arabe de l'outarde, hobara (h̬ubārā), dont la couleur du plumage et celle de la chair cuite rappellent le pelage du cheval aubère,. Ces étymologies sont jugées invraisemblables par les lexicologues modernes, aussi bien sur le plan sémantique que sur le plan phonétique, car elles ne peuvent pas expliquer la forme portugaise fouveiro, par conséquent le h- initial de l'ancien espagnol est étymologique et il résulte régulièrement du passage régulier en castillan de f- initial à h- (farina → harina, filio → hijo, etc.)

### Terminologie

#### En français
Dans son ouvrage Les Couleurs de nos souvenirs, l'historien médiéviste Michel Pastoureau souligne l'aspect poétique appliqué à la description historique des couleurs de robe des chevaux, citant ce champ lexical en exemple. Il existe aussi l'adjectif « aubérisé » (anglais : flecked), pour désigner une robe bigarrée présentant une teinte partiellement aubère,. Historiquement, un grand nombre de noms en français désignent la couleur de robe d'un cheval résultant du mélange entre l'alezan et le blanc, en fonction des différentes nuances possibles, : 

« Le rouan alezan s'est appelé mille-fleurs, aubère, pêchard, fleur de pêcher, etc. Les diverses nuances d'alezan, combinées avec le blanc à diverses proportions, donnent lieu à mille variétés qu'il est impossible de désigner par des dénominations précises, mais dont il est facile de décrire les accidents particuliers dans les signalements »

— Baron de Curnieu

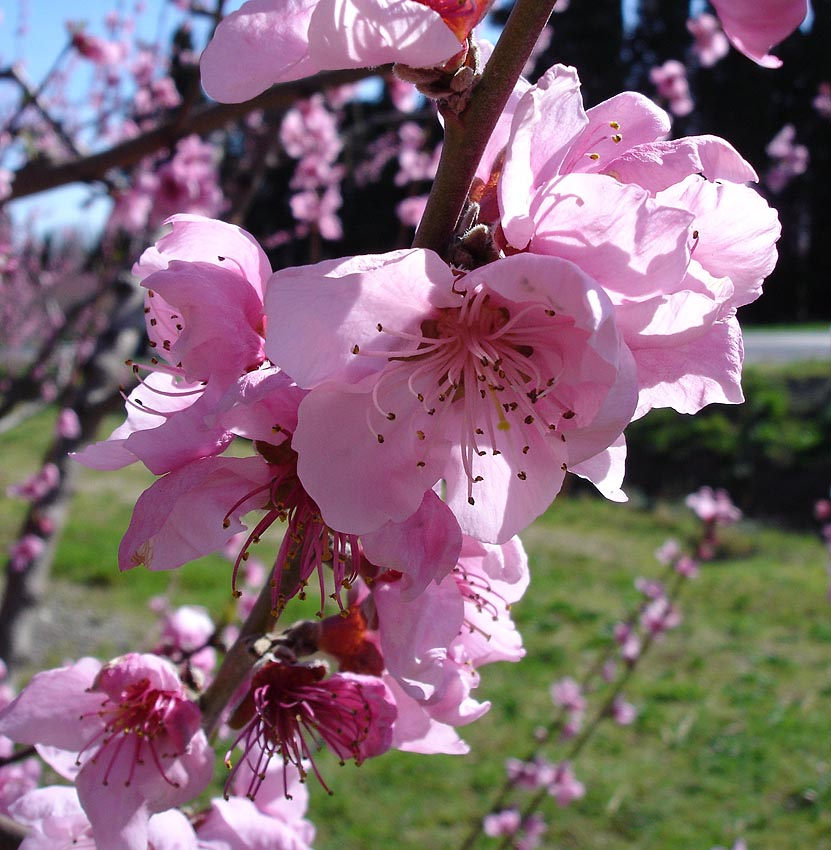
Des fleurs de Pêcher (Prunus persica), dont la teinte a inspiré une dénomination en français pour la couleur du cheval.

Cette couleur de robe du cheval est comparée par exemple à celle de la fleur de millepertuis. Le nom « péchard » ou « fleur de pêcher » provient de la teinte rosée créée par le mélange entre poils roux et poils blancs,. 
Le mot aubère est désormais considéré comme une ancienne dénomination, bien qu'elle ait été conservée comme un équivalent lors de la parution de la classification française de 1999. Le terme officiel utilisé par l'Institut français du cheval et de l'équitation est « alezan granité »,. Pour permettre une distinction génétique, il arrive (rarement) que cette robe soit désignée par le franglais « alezan roan », d'une part car le mot « aubère » peut être utilisé pour désigner des phénotypes de robes équines qui correspondent à plusieurs génotypes différents, et d'autre part car en français, le mot « rouan » désigne historiquement et par défaut la seule variante du bai rouan.

#### En anglais
En anglais, un aubère est nommé chestnut roan (rouan alezan) ou strawberry roan (rouan fraise). En fonction de sa teinte, un aubère peut également être nommé lilac roan (rouan lilas) o honey roan (rouan miel),,. Le terme anglais red roan (rouan rouge) peut être utilisé pour désigner l'alezan rouan,, mais il est généralement utilisé pour décrire le bai rouan, induisant une confusion possible.

#### Dans d'autres langues
En wallon, la robe aubère est appelée blanc baïet, en allemand elle est appelée fuschsschimmel ou rotschimmel, et en hongrois, elle est appelée fakó. En wolof, l'aubère est nommé « Jeñ », « Jeñ bu weex » quand le blanc domine, et « Jeñ bu xonq » quand le roux domine.

## Histoire

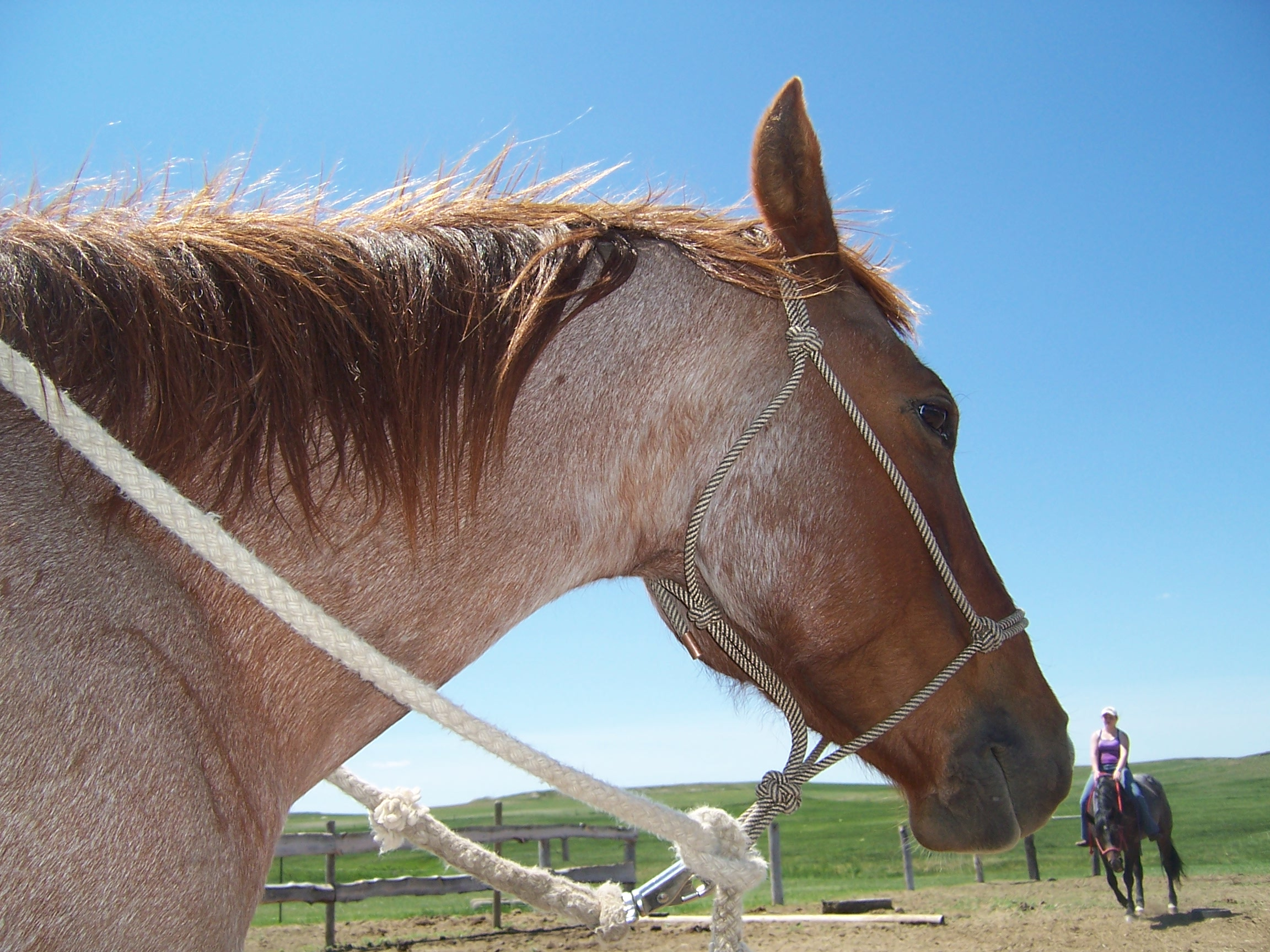
Détail sur la tête d'un cheval américain de robe aubère.

En 1910, Alfred Sturtevant publie une étude en génétique des robes menée sur une population de chevaux d'attelage américains dans The Biological Bulletin, dans laquelle il identifie un facteur génétique pour le rouan, qu'il nomme « R » ; il note que la robe correspondant à l'alezan rouan est présente chez moins de 10 % des chevaux d'attelage présents dans les rues de New York, mais qu'elle n'est jamais identifiée à part. Deux ans plus tard, il précise dans son article A critical examination of recent studies on colour inheritance in horses que le facteur rouan provoque un mélange de poils blancs avec une autre couleur de base du cheval, et semble dominant dans sa transmission. En 1913, dans son article intitulé The Inheritance of Coat Color in Horses, Edward N. Wentworth note l'existence de chevaux bais et noirs exprimant le facteur rouan, et estime probable que l'alezan rouan existe aussi (It seems probable that there also exists a chestnut roan).
En s'appuyant sur les travaux des auteurs précédemment cités, Sewall Wright note en 1917 qu'un cheval qui naît alezan et devient blanc en vieillissant se rattache à la famille du gris, tandis qu'un cheval qui est né de couleur alezan rouan sera rattaché au rouan.
En 1979, sur la base de statistiques des naissances de chevaux qui expriment un phénotype rouan, Harold F. Hintz et Lloyd Dale Van Vleck postulent que le gène responsable est létal in utero sous sa forme homozygote. Le Dr Dan P. Sponenberg met en évidence l'épistasie du gène Rouan avec l'alezan en 1984, après une expérience de croisement d'un étalon Trait belge de robe bai rouan avec plusieurs juments alezanes, obtenant une trentaine de poulains bai rouan et un seul alezan rouan,. L'emplacement de la mutation responsable de toutes les robes rouan est localisée sur l'exon 19 du gène KIT en 1999, par Stefan Marklund et ses collègues, mais la mutation causale n'est pas encore identifiée,.

## Description

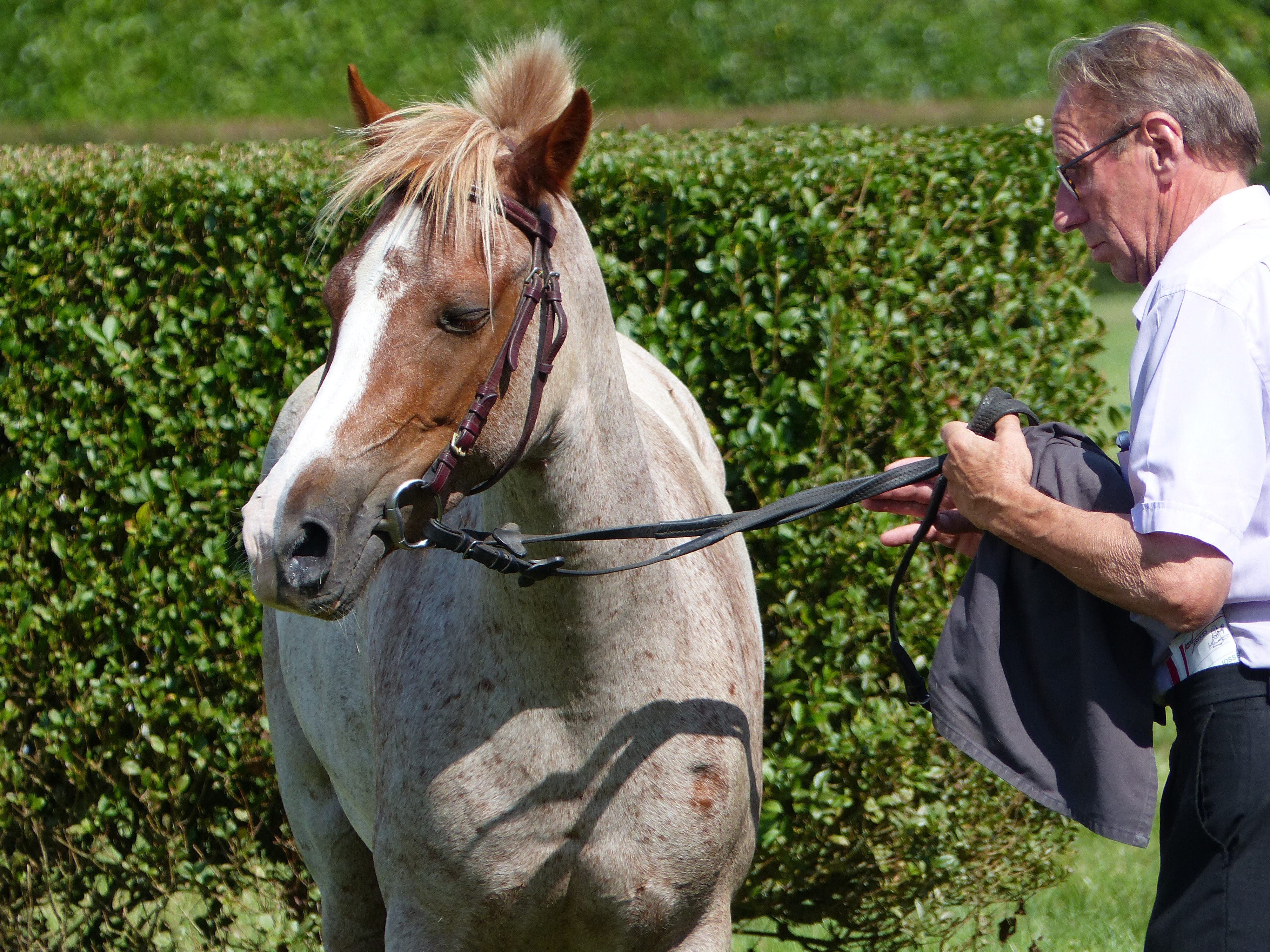
Détail sur la tête plus foncée que le corps d'un poney aubère, en Bretagne.

L'aubère est toujours décrit comme un mélange stable entre des poils marron/roux/rouges/orange et des poils blancs, dans des proportions variées,,,,. Certains chevaux sont quasiment blancs, alors que d'autres conservent un très grand nombre de poils colorés.
Les crins peuvent également être de ces deux couleurs mélangées, ou seulement de l'une des deux. La tête et les extrémités des membres sont toujours plus foncées que le reste du corps.
La couleur de la robe peut varier du clair au foncé, notamment en fonction du nombre de poils blancs et de la nuance de l'alezan, qui peut faire varier de beaucoup l'intensité et le reflet de la robe,,. Il est d'usage de parler d'un « aubère clair » quand les poils blancs sont les plus nombreux, et d'un « aubère foncé » quand au contraire les poils roux sont en majorité,,. Le cheval est dit « aubère ordinaire » quand le mélange entre les deux couleurs de poil est à peu près égal,,.

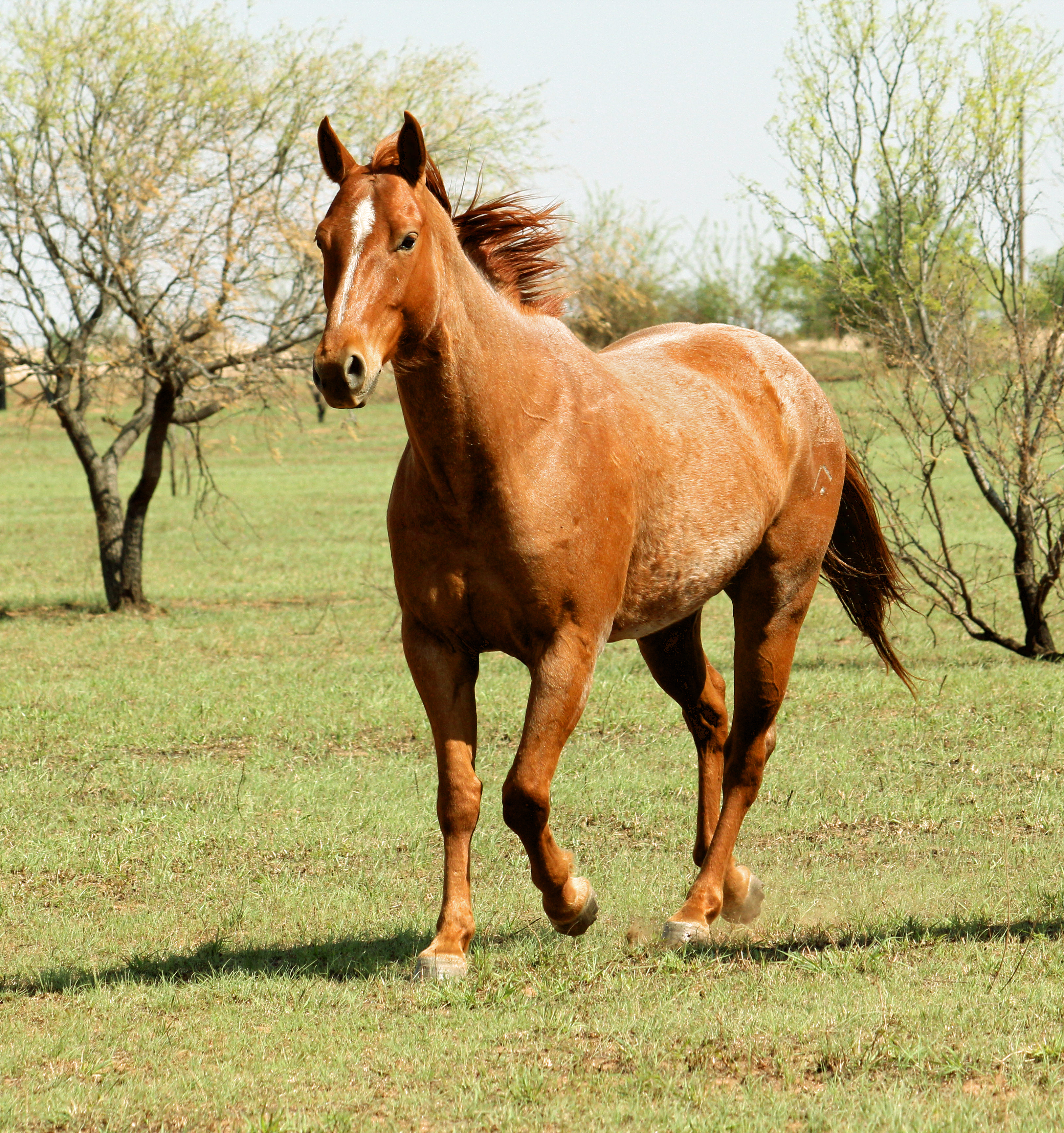
Aubère foncé, avec peu de poils blancs.
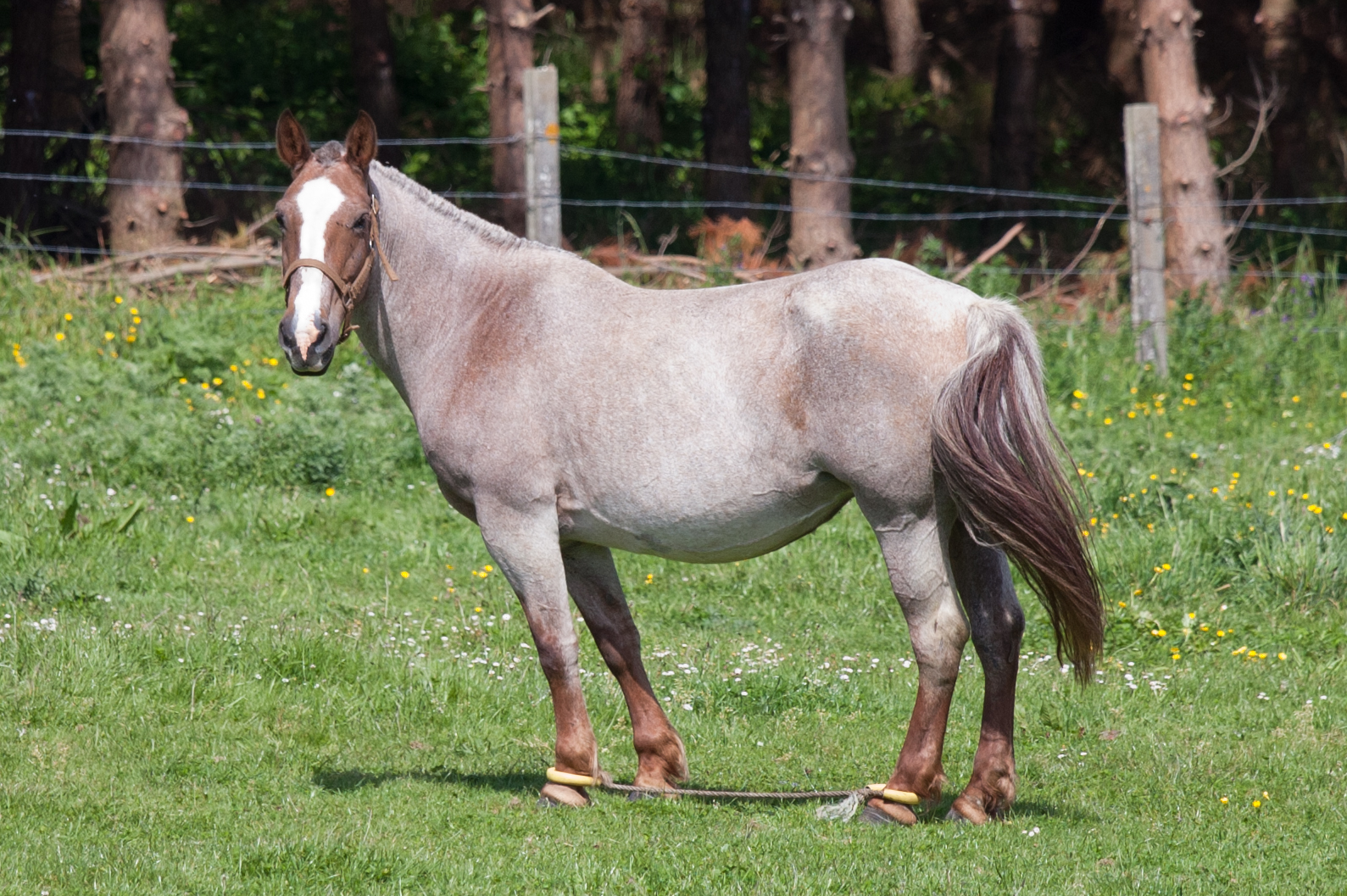
Aubère clair, avec beaucoup de poils blancs.
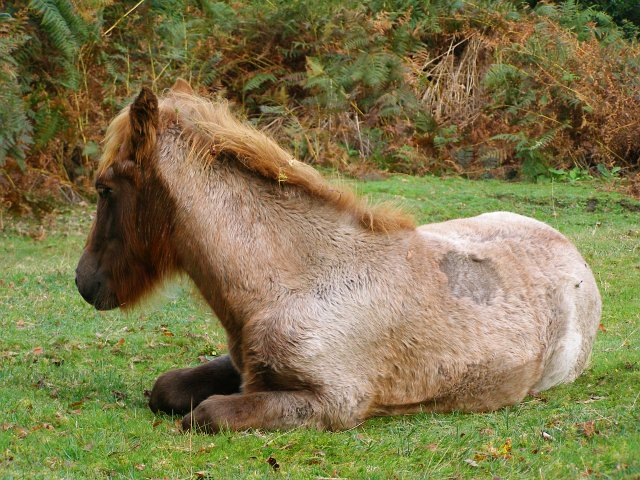
Poulain de race New Forest aubère.

Un aubère clair est dit « mille-fleurs » quand ses poils blancs sont séparés sur un fond rouge-roux, distincts et « ressemblent à mille et une fleurettes isolées »,,. Pour Merche, c'est l'aubère foncé qui est généralement nommé « pêchard » ou « fleur de pêcher », tandis que pour Lavalard, c'est le cheval présentant une teinte rosée qui reçoit ce nom. Selon Pastoureau, l'aubère au poil clair est dit « fleur de pêcher » et l'aubère au poil foncé, « fleur de lilas ». Au XIXe siècle, les marchands de chevaux donnent indistinctement le nom de « pêchard » aux chevaux aubère ou rouan sur base baie. Il peut arriver que l'aubère présente en plus des truitures, soit des zones réduites où le poil reste foncé. En anglais, on parle de corn marks pour désigner les zones de pelage où les poils sont foncés, généralement par repousse après une blessure.

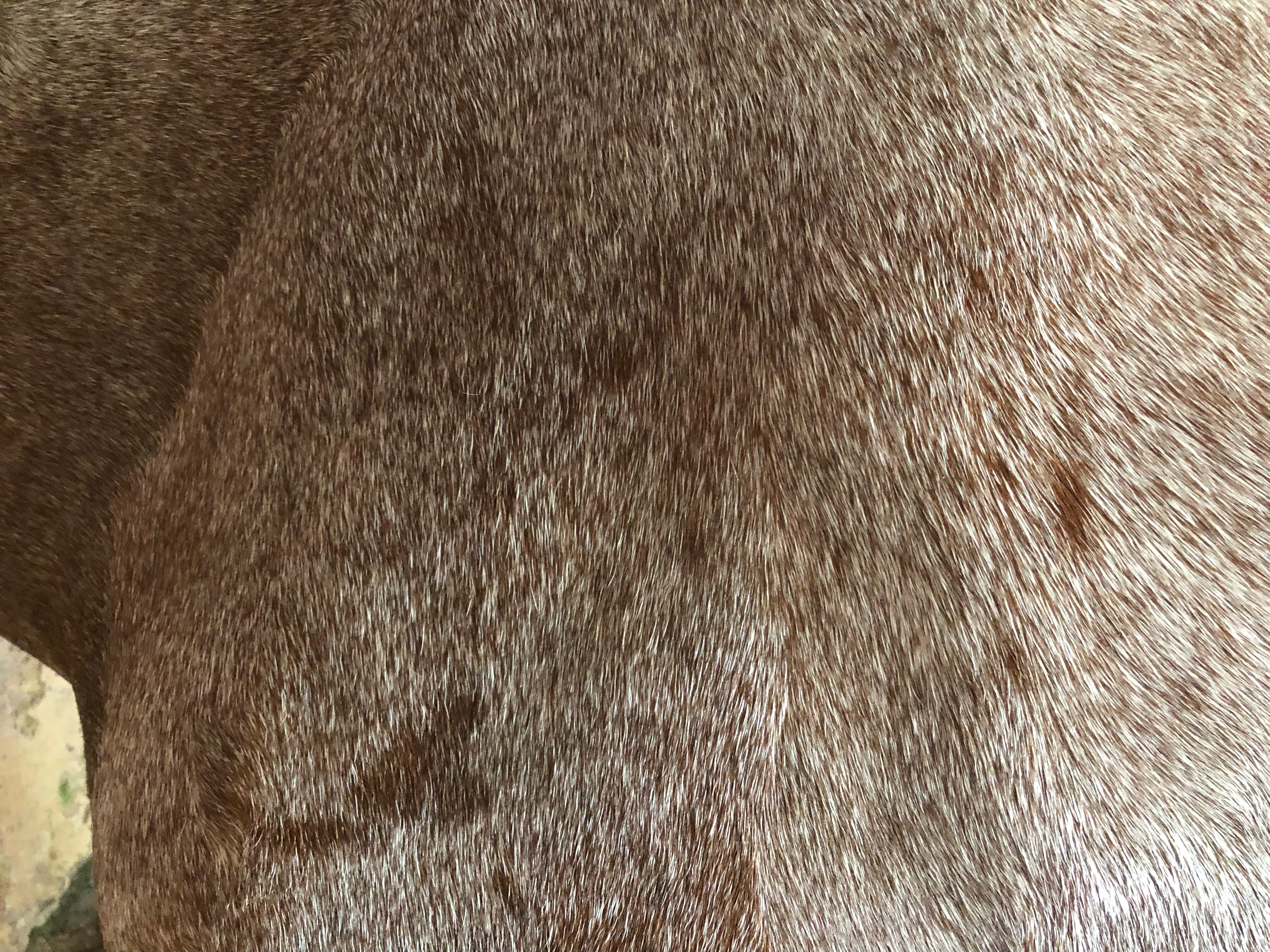
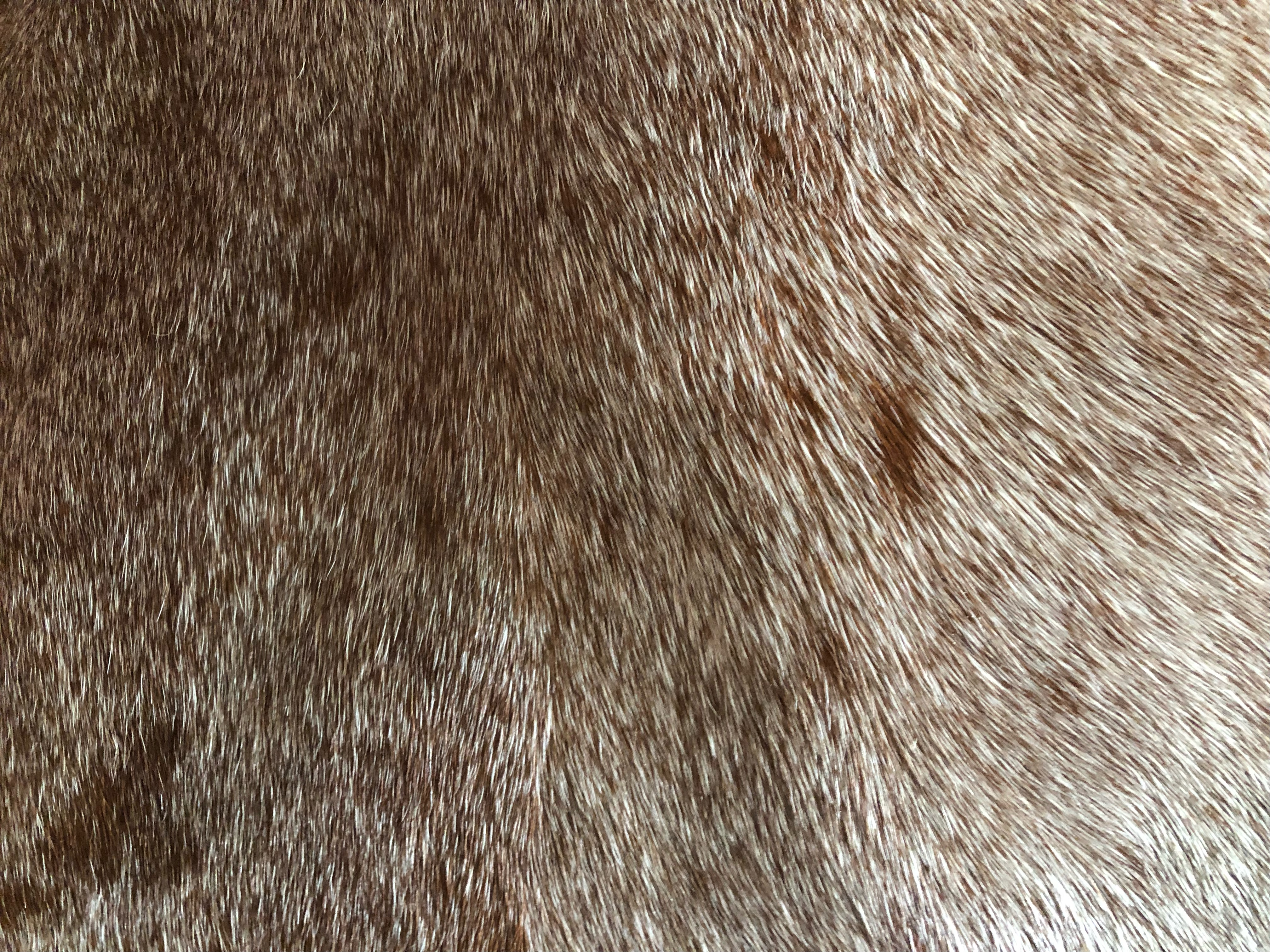
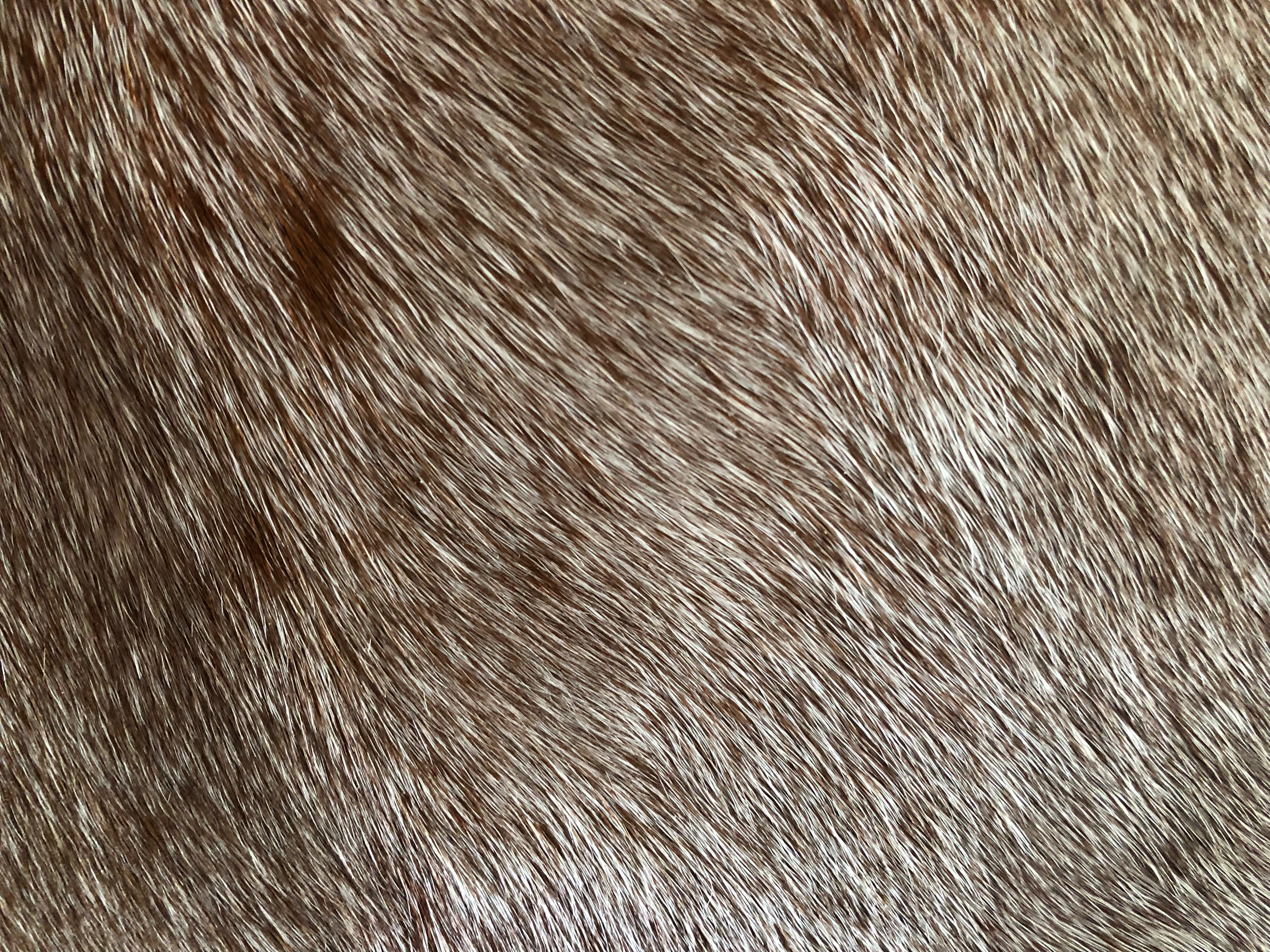
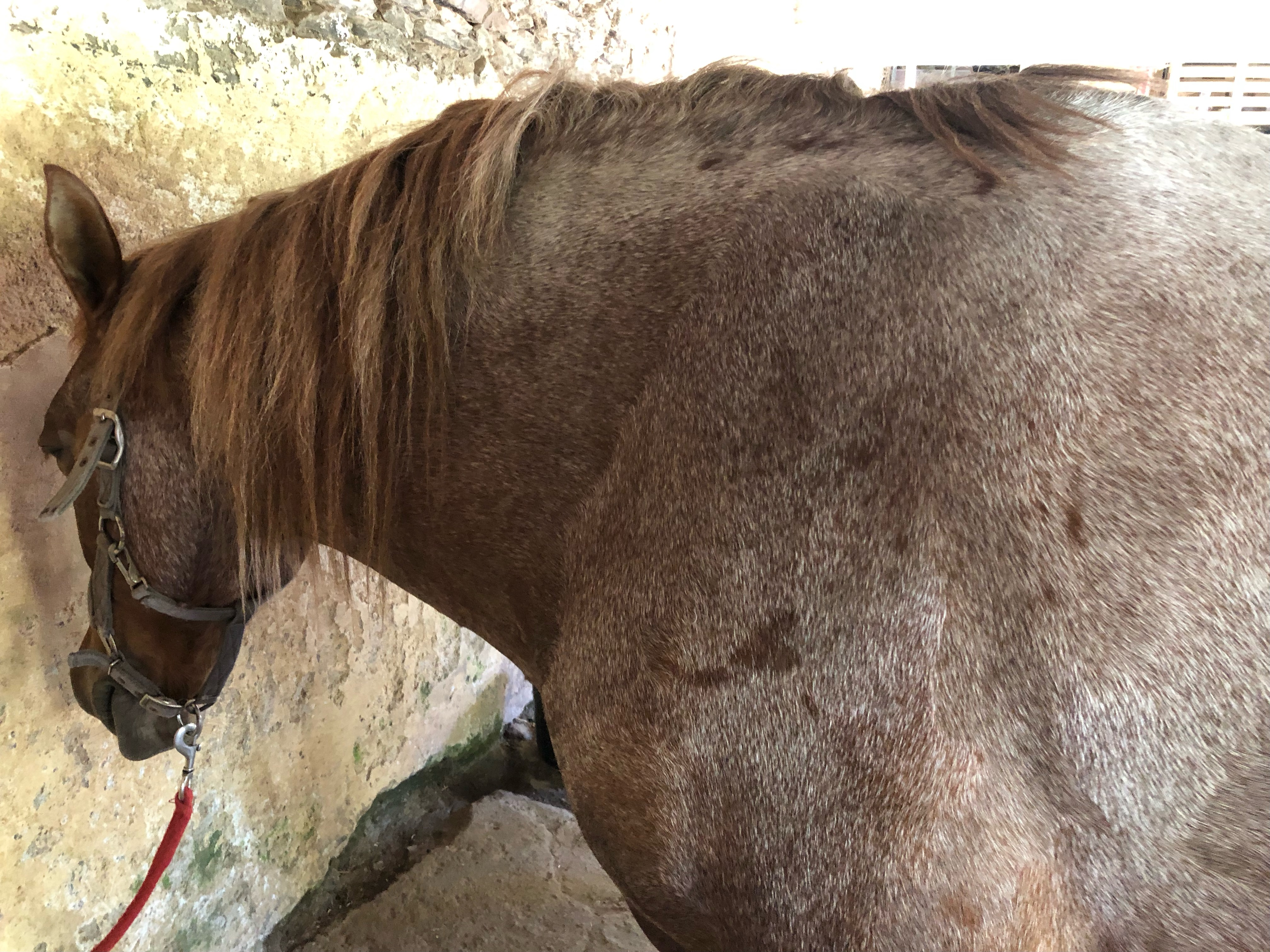
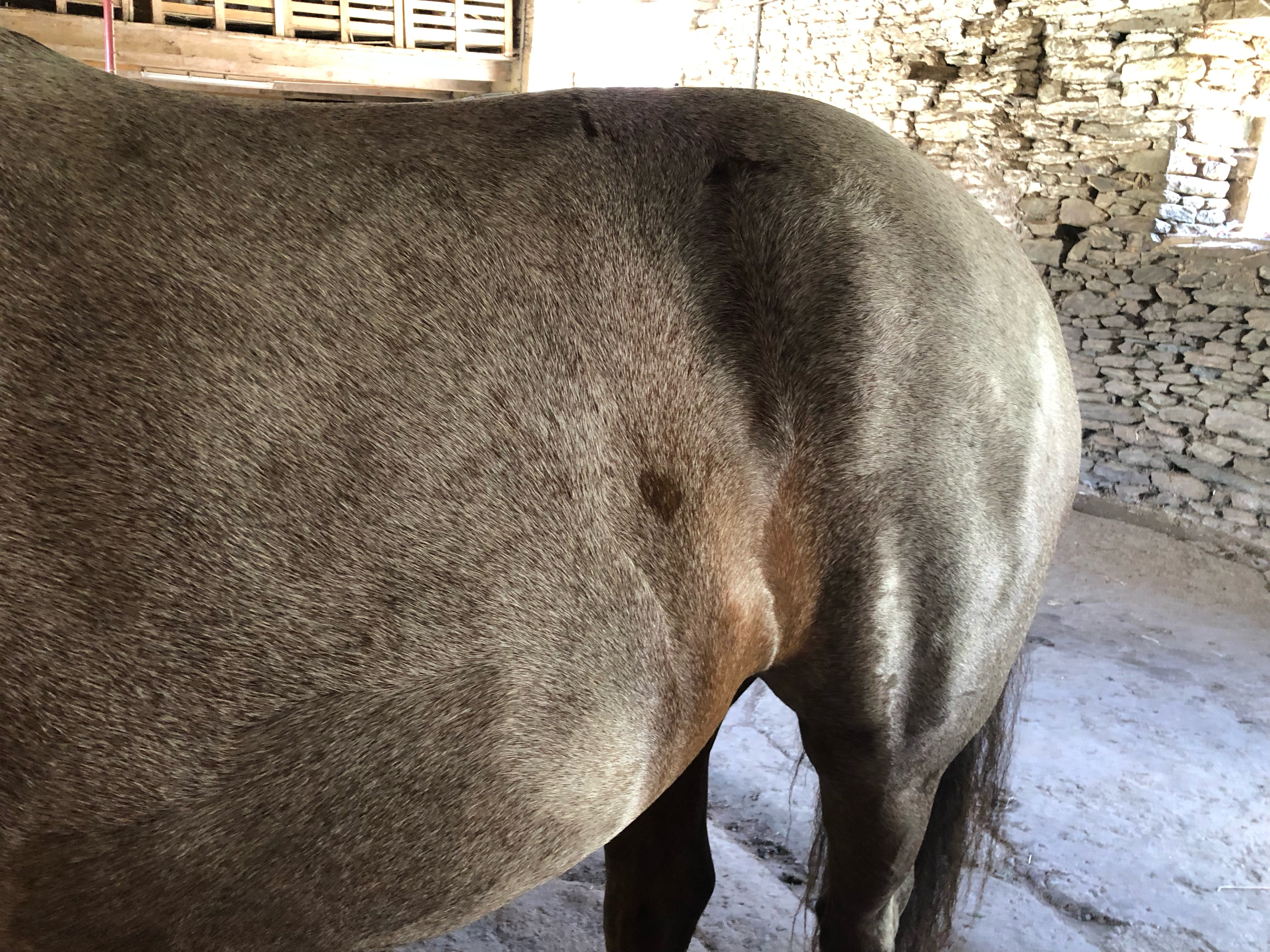
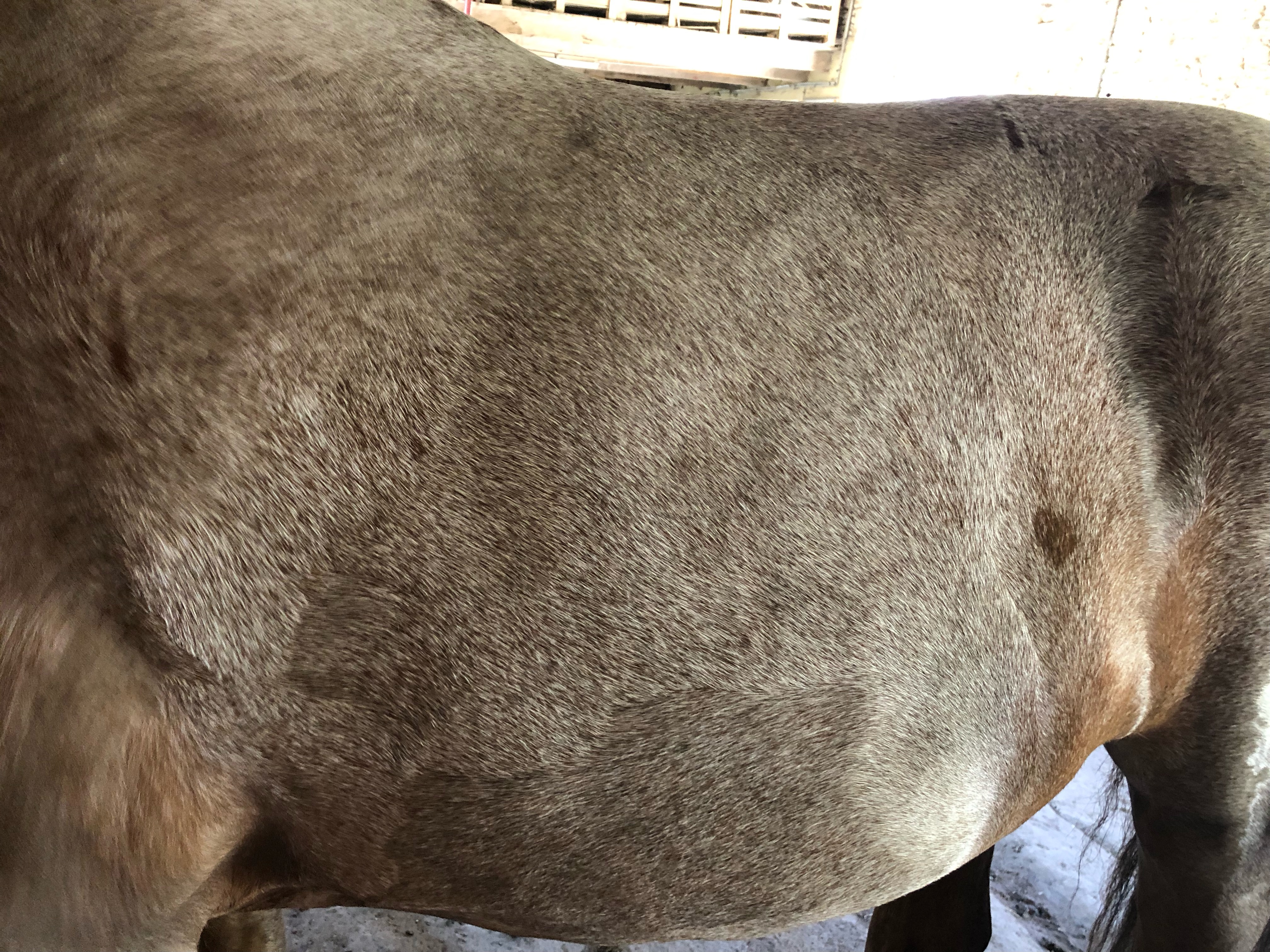

Il existe une variation saisonnière de couleur chez tous les chevaux qui expriment le gène Rouan, mais pas d'évolution à long terme comme cela se produit avec le gène Gris. La variation saisonnière fait que le cheval est généralement plus clair pendant l'été qu'en hiver, au point que le blanc peut ne plus être visible sur le pelage d'hiver.
Chez le poulain, la présence du rouannage peut être vérifiée grâce à la couleur de la base du poil, qui devrait être blanche. Le poulain naît très généralement de couleur foncée, et ne prend sa couleur définitive que vers l'âge de deux ans.

### Confusions visuelles
L'aubère est souvent confondu avec d'autres robes, tout particulièrement avec le gris sur base alezane, le bai rouan et le marmoré.
La distinction entre l'aubère et le rouan sur une base baie (tous deux dus à l'allèle RN) peut être ardue. Le bai rouan (anciennement rouan), consiste en des poils blancs sur une base baie. L'absence totale de poils noirs chez un aubère permet donc de différencier ces deux robes,.

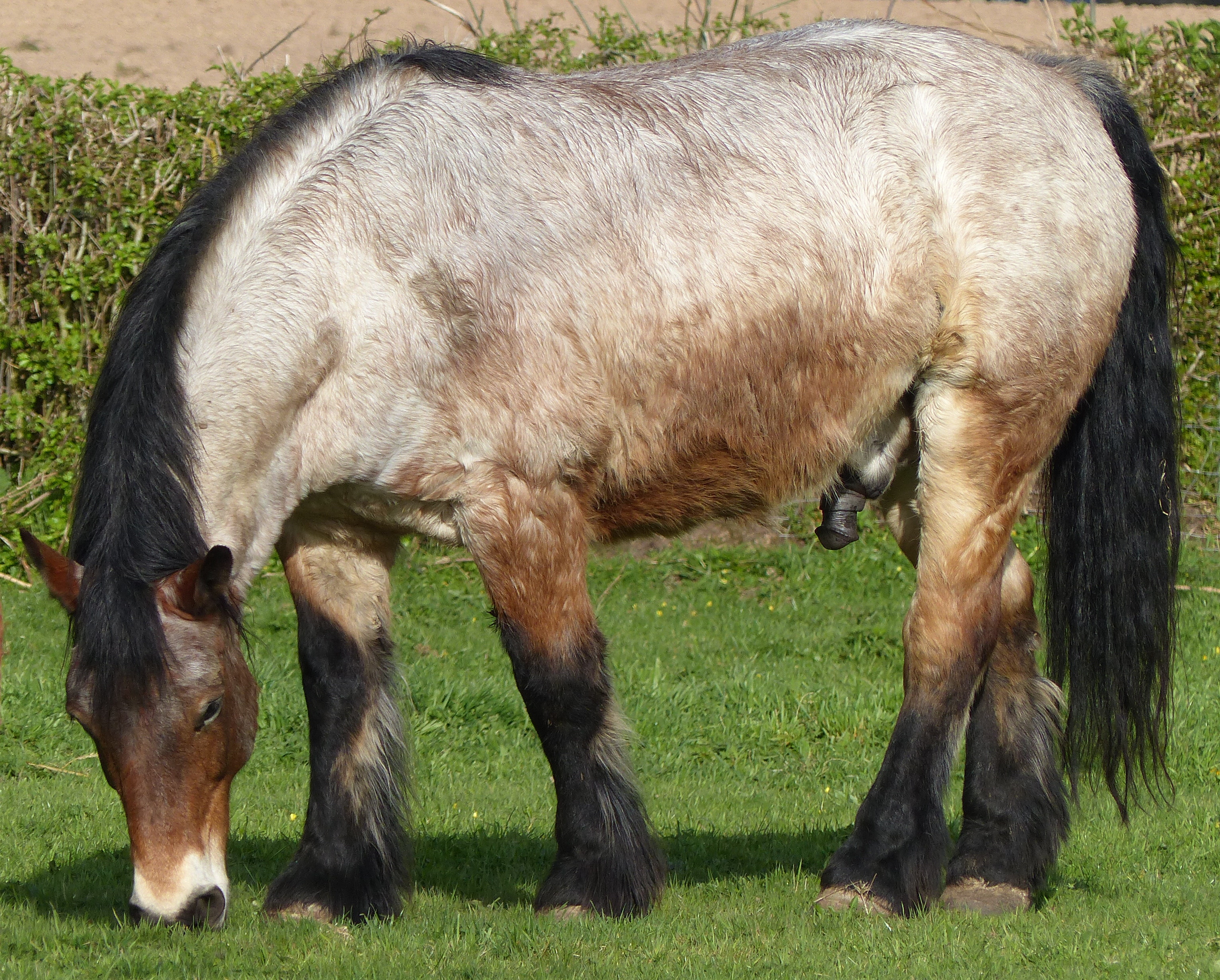
Un bai rouan, comme cet Ardennais, possède des poils noirs.
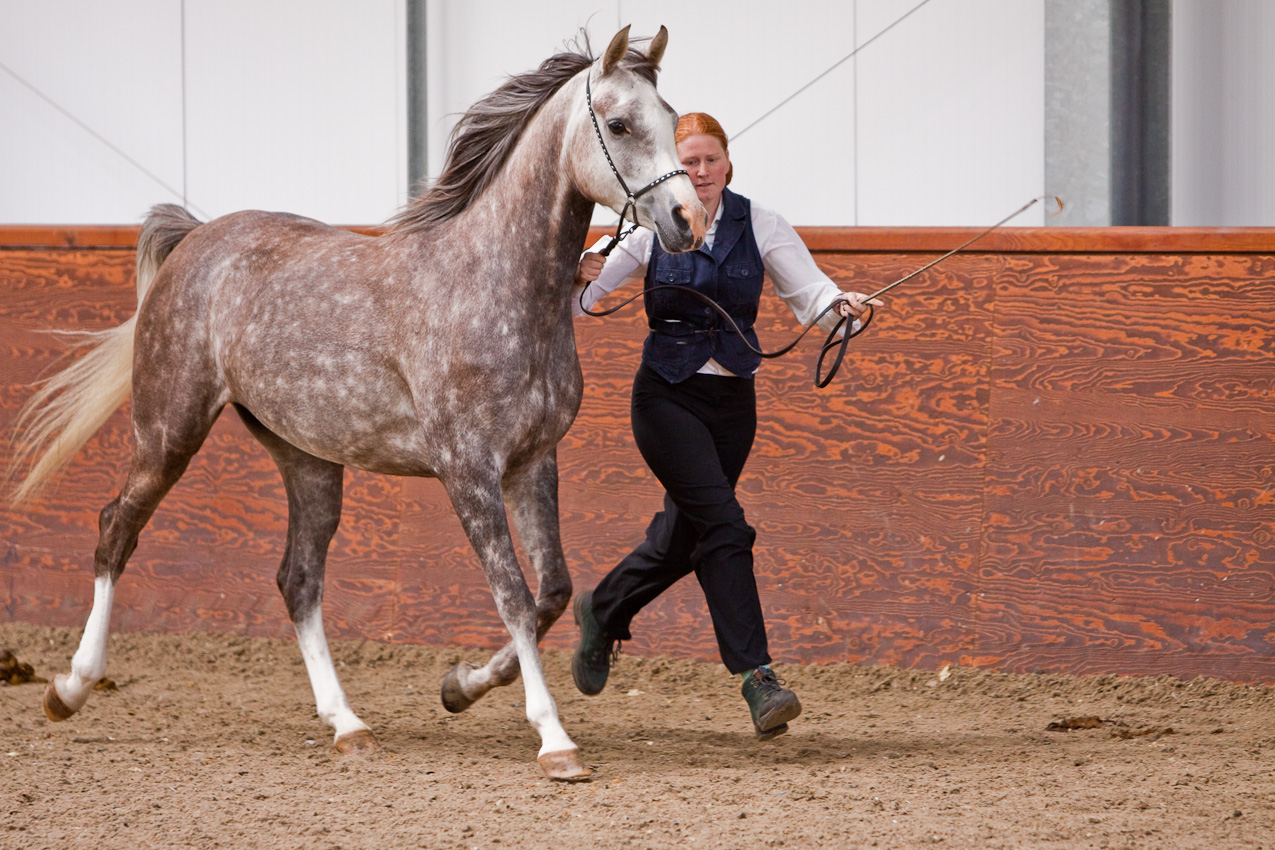
Un gris sur base alezane, comme cet Arabe, a la tête qui blanchit, et devient de plus en plus blanc au fil du temps.
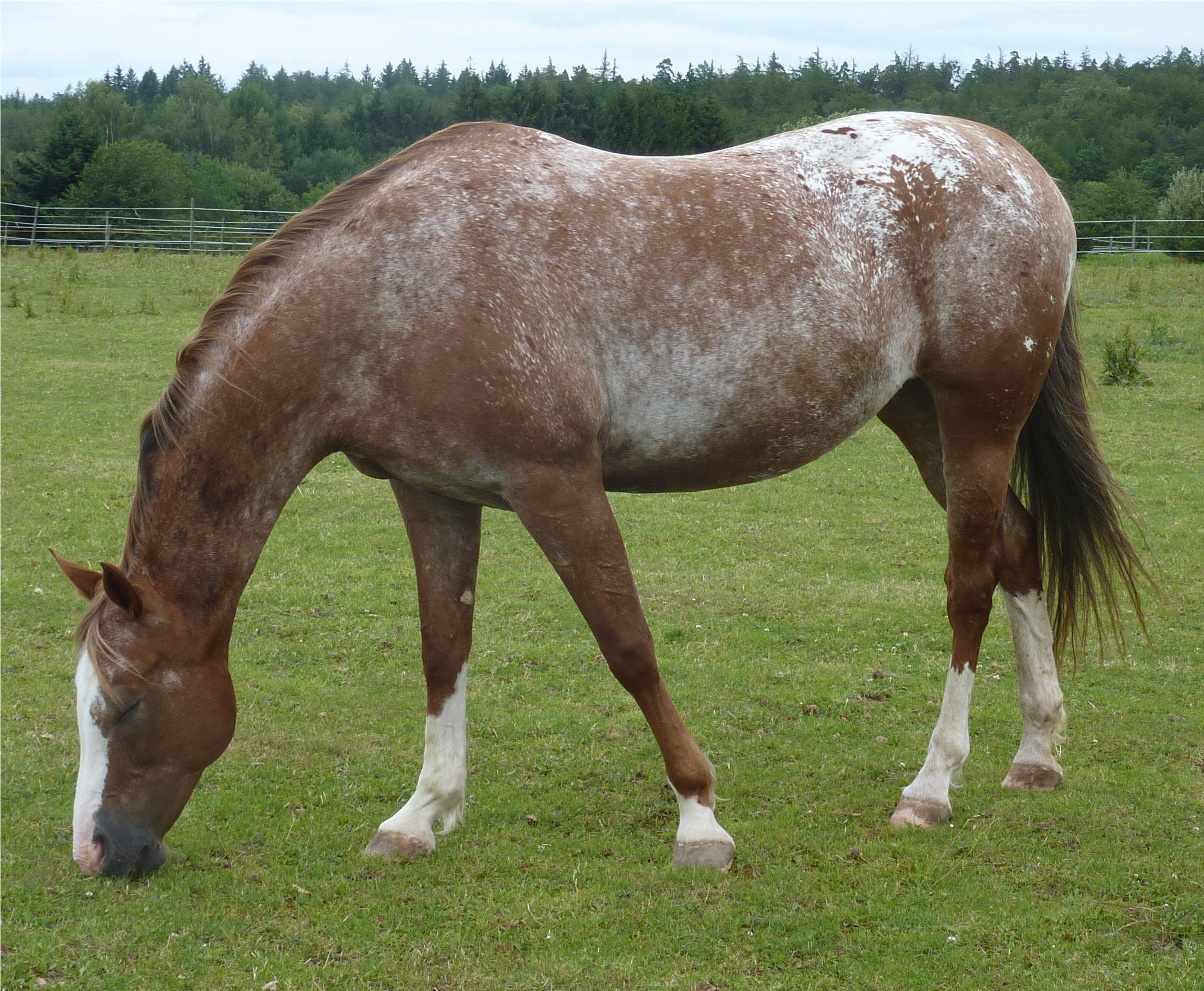
Un marmoré a peu de crins, présente des sabots striés et devient de plus en plus blanc au fil du temps.

Une autre confusion très fréquente se produit entre les chevaux porteurs de la mutation Rouan et ceux porteurs de la mutation du Gris,,,. En effet, pendant leur phénomène de grisonnement, les chevaux dont la robe de base est alezane passent par une phase durant laquelle ils arborent un mélange de poils alezans et de poils blancs. La distinction s'effectue alors sur la couleur de la tête (qui reste de couleur foncée dans le cas du gène Rouan, alors qu'elle comporte de nombreux poils blancs dans le cas du gène Gris) et de l'évolution de la couleur de la robe à long terme, le gris connaissant une évolution de couleur au fil des années à très long terme, mais pas en fonction des saisons,. Une attente d'un an permet de vérifier si le nombre de poils blancs à tendance à s'étendre.
Enfin, il est fréquent de confondre l'aubère avec du marmoré sur une base alezane. La différenciation s'effectue au niveau de la présence d'un V inversé sur la tête du marmoré, et des caractères dus au complexe léopard, tels que l'abondance des crins (peu abondants chez un marmoré), les sabots striés, l'apparence de l'œil (cerclé de blanc chez le marmoré), et surtout l'aspect évolutif, le cheval marmoré ayant de plus en plus de poils blancs au fur et à mesure qu'il prend de l'âge.

## Diffusion et fréquence

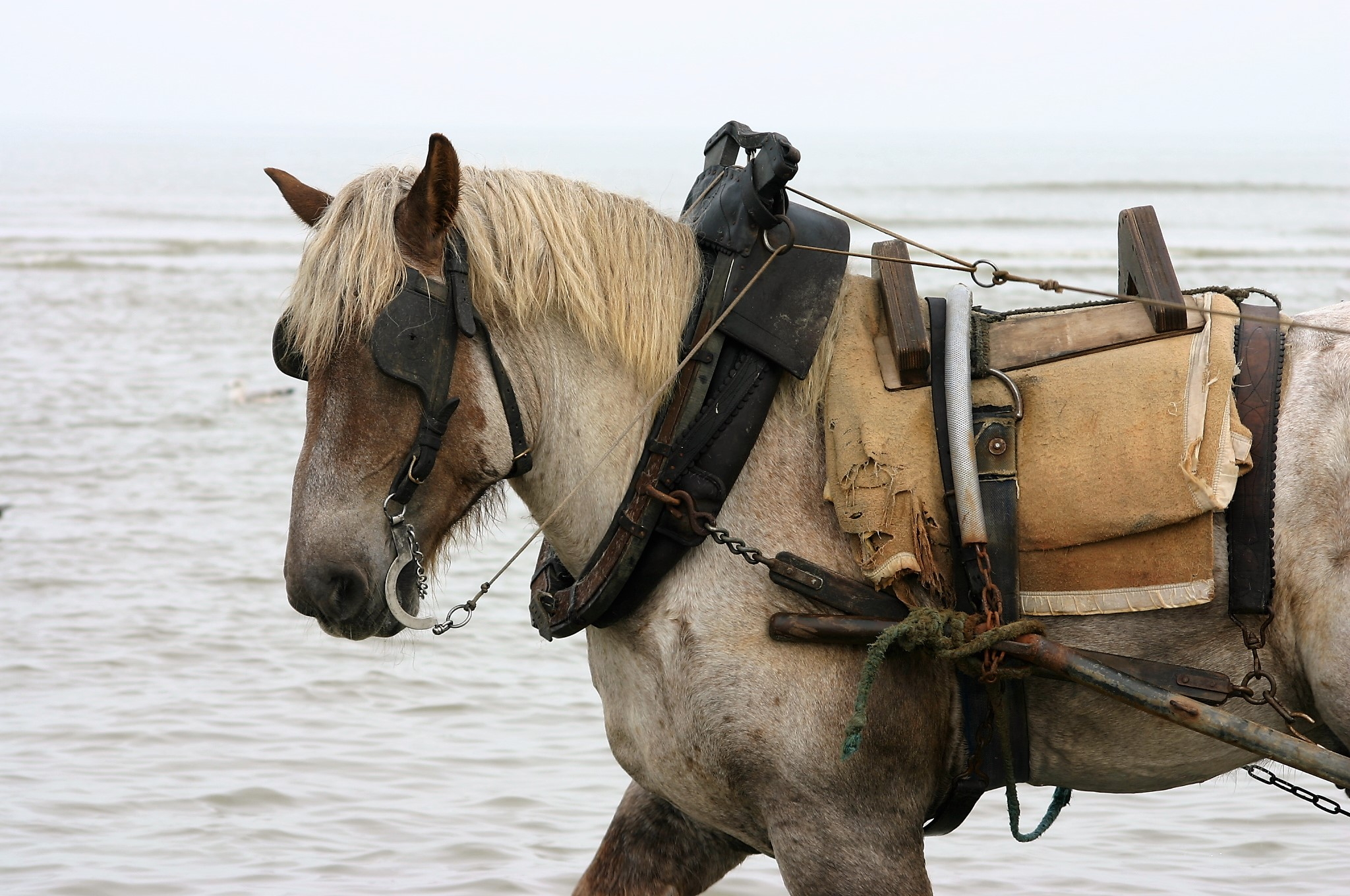
Trait belge de robe aubère.

Les robes rouannes sont présentes chez de très nombreuses races de chevaux,, mais les individus fondateurs et la fréquence de la robe ne sont pas connus avec précision.
Deux chevaux aubères sont mentionnés parmi la cavalerie importée par le conquistador Hernán Cortés sur le continent américain ; l'un échut à un certain Moron, habitant de Vaimo, et l'autre à un certain Vaena, de La Trinidad,. La mutation Rouan, et donc la robe aubère, se retrouve chez des races de chevaux américaines comme le Quarter Horse, le Criollo, le Paso Fino, le Paso péruvien, le Mustang, le Nokota et le cheval miniature américain,,.
La robe aubère existe aussi chez diverses races de chevaux de trait, dont le Trait belge, mais à plus basse fréquence que le bai rouan. Brooklyn Supreme, un trait belge probable record du cheval le plus lourd au monde, porte cette robe. Le Trait ardennais peut aussi exprimer les diverses variantes du rouan. Parmi les poneys européens, cette robe se retrouve chez les races Welsh, Dartmoor et New Forest.
L'aubère est presque inexistant chez les races de chevaux de sport et est impossible chez l'Arabe, chez qui la mutation Rouan n'existe pas.

## Génétique
Génétiquement, l'aubère est une robe de base alezane qui a été modifiée par la mutation Rouan (nommée Roan en anglais), grâce à une relation d'épistasie. Toutes les formes de robes rouan, dont l'aubère, sont causées par cet allèle dominant (transmission autosomique dominante), l'allèle Rouan,. Il suffit donc d'une seule copie de cet allèle pour permettre l'expression de la robe aubère,. L'allèle Rouan est noté par le symbole RN (rn si absent).
Le gène KIT, qui joue un rôle dans les cellules de pigmentation, contrôle l'expression des robes rouannées (RN). La robe aubère peut être testée génétiquement. 

### Combinaison avec d'autres gènes de robe

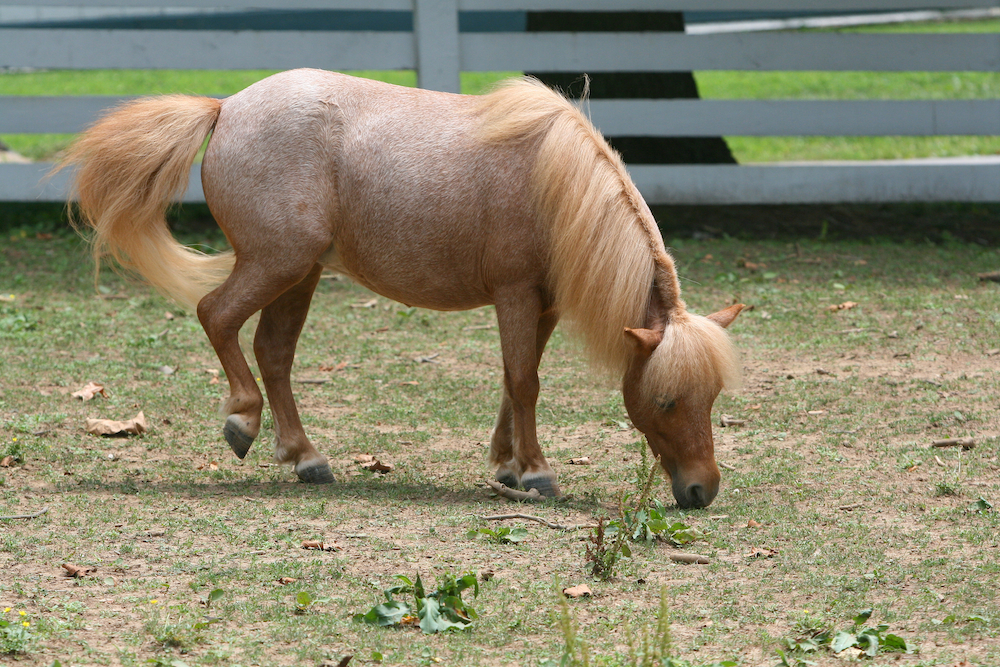
Chez ce cheval miniature, l'aubère (Rouan épistasique avec l'alezan) s'exprime en combinaison avec le gène flaxen, qui donne des tons blonds aux crins.

L'aubère peut se combiner avec le gris ; comme chez tous les chevaux gris, la robe va alors s'éclaircir jusqu'à devenir blanche d'apparence.
En raison de sa localisation sur le gène KIT, le rouan homozygote ne peut théoriquement pas coexister avec un certain nombre de robes pie, telles que le tobiano, le sabino et le blanc dominant.

### Santé et pléiotropie
Les effets pléiotropes du RN restent peu connus. Il a été soupçonné que la forme homozygote du RN (RN/RN) soit létale,, mais cela reste controversé puisque des chevaux homozygotes RN existent et sont viables,. La source de cette erreur pourrait résider dans l'existence de chevaux génétiquement rouans, mais dont le phénotype est très peu visible. Il est également possible que plusieurs mutations causales soient identifiées dans le futur.

## Dans la culture

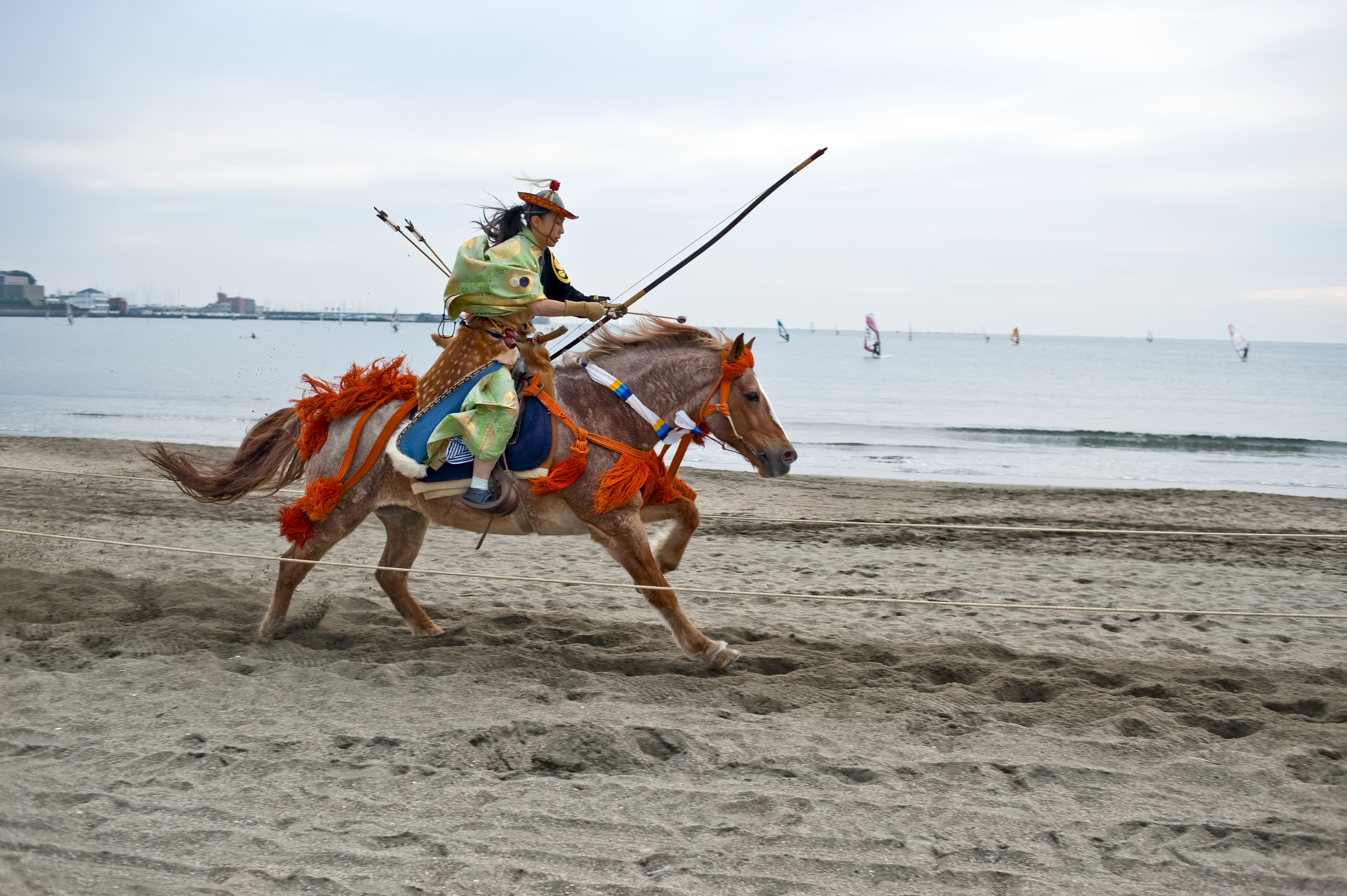
Cheval japonais de robe aubère monté en yabusame.

Diverses mentions de chevaux de couleur aubère existent dans les arts, les récits héroïques et les chants traditionnels. 
D'après la traduction qu'en propose la sinologue Françoise Aubin, le peintre jésuite Giuseppe Castiglione (dit Lang Shining, 1688-1766) a peint un « cheval blanc aubère adapté pour la marche en montagne » (en mandchou, Kulkuri suru et en mongol, Riditu čayan). Les récits épiques Peuls du Mali font mention d'un cheval aubère à longue liste qui appartient à un Peul du Djelgôdji (1705-1827). 
Le titre du chant mongol traditionnel zaalxan sarga (TGS 126 A6) se traduit par « Le petit cheval aubère ». Le barde Chor Vladimir Tannagašev (1932-2007) a noté parmi les épopées qu'il a consignées Kyryk kulaš synnyg kara sar’attyg Kan-Mergen, soit « Khan-Mergen au cheval aubère sombre de quarante brasses ».
Aux États-Unis, la plus populaire des ballades western à propos des broncos (chevaux sauvages) dans les années 1930 a pour titre The Strawberry Roan (en). Elle a été composée par Curley Fletcher (en) (1892-1954), originellement sous le titre The Outlaw Broncho, en 1915.

### Croyances
Il existe diverses croyances associées à la couleur de robe aubère chez le cheval.
Pour Georges Guillet de Saint-George (1624-1705), dans Les Arts de l'homme d'épée (1678), « leur peu de sensibilité à la bouche et aux flancs est cause qu'on ne les estime guère, outre qu'ils sont forts sujets à perdre la vue »,. Le baron Charles-Louis-Adélaïde-Henri Mathevon de Curnieu (1811-1871), professeur de science hippique à l'École des haras du Pin, tient l'aubère pour le moins bon des chevaux qu'il nomme des « rouans », en incluant dans cet ensemble le gris souris, l'alezan, l'aubère, l'isabelle, le bai et le louvet.
Dans le chamanisme iakoute, d'après l'ethnologue Wenceslas Sieroszewski, il est d'usage de sacrifier des chevaux portant certaines couleurs de robe à des esprits spécifiques ; l'esprit Dohsoun-douïah est apaisé par le sacrifice d'une jument aubère-or à la tête blanche ; les esprits qui sont dans le midi du ciel et nuisent aux hommes sont apaisés par le sacrifice de chevaux aubère-clair au museau à moitié blanc, aux naseaux roses et aux yeux blancs.